# Diplomatiska kåren

Bilmärke som anger att bilen tillhör medlem av diplomatiska kåren

Diplomatiska kåren, (franska Corps diplomatique) är ett begrepp för samtliga diplomatiska tjänstemän som är ackrediterade i värdlandet. Begreppet kan även användas mer restriktivt och då enbart avse beskickningschefer, eller mer extensivt och då även omfatta konsulära tjänstemän och andra utsända representanter.
Den ambassadör som innehaft sin post längst tid kallas för den diplomatiska kårens doyen (även ålderspresident, dekan). och skall tillvarata samtliga utländska diplomaters intressen i protokollsfrågor. I Sverige handläggs dessa ärenden av Utrikesdepartementets protokollenhet.
Vid sidan om Diplomatiska kåren finns även den Konsulära kåren (corps consulaire) som samlar honorärkonsuler och konsuler. 